# Francky Sembolo
Francky Sembolo, né le 9 août 1985 à Nkayi au Congo, est un footballeur international congolais.
Il évolue actuellement au poste d'attaquant avec le club de l'Arminia Bielefeld.

## Biographie

### Sélection
Le 19 juin 2005, il est appelé pour la première fois en équipe du Congo par Gaston Tchangana pour un match des éliminatoires de la Coupe du monde 2006 contre le Liberia (victoire 2 à 0). Il entre en jeu à la place d'Armel Disney à la 66e minute de jeu. Le 10 octobre 2010, il marque son seul doublé en équipe du Congo lors du match des éliminatoires de la Coupe d'Afrique 2012 face au Swaziland (victoire 3 à 1).
Il compte 7 sélections et 2 buts avec l'équipe du Congo depuis 2005.

## Statistiques

### Statistiques en club
| Saison                | Club                  | Championnat           | Championnat | Championnat | Coupe(s) nationale(s) | Coupe(s) nationale(s) | Congo | Congo | Total | Total |
| Saison                | Club                  | Division              | M.          | B.          | M.                    | B.                    | M.    | B.    | M.    | B.    |
| 2005                  | Saint-Michel          | Premier League        | -           | -           | -                     | -                     | 1     | 0     | 1     | 0     |
| 2006                  | Canon Yaoundé         | MTN Elite 1           | -           | -           | -                     | -                     | -     | -     | 0     | 0     |
| 2006 - 2007           | FC Oberneuland        | Oberliga Nord         | 30          | 9           | -                     | -                     | -     | -     | 30    | 9     |
| 2007 - 2008           | FC Oberneuland        | Oberliga Nord         | 27          | 7           | -                     | -                     | -     | -     | 27    | 7     |
| 2008 - 2009           | FC Oberneuland        | Oberliga Nord         | 29          | 8           | 1                     | 0                     | 1     | 0     | 31    | 8     |
| 2009 - 2010           | Holstein Kiel         | 3. Liga               | 27          | 2           | -                     | -                     | 1     | 0     | 28    | 2     |
| 2010 - 2011           | Holstein Kiel         | Regionalliga Nord     | 8           | 1           | -                     | -                     | 3     | 2     | 11    | 3     |
| 2011 - 2012           | SV Wilhelmshaven      | Regionalliga Nord     | 27          | 17          | -                     | -                     | 1     | 0     | 28    | 17    |
| 2012 - 2013           | Jahn Regensburg       | 2. Bundesliga         | 32          | 8           | 1                     | 0                     | -     | -     | 33    | 8     |
| 2013 - 2014           | Arminia Bielefeld     | 2. Bundesliga         | 4           | 0           | 1                     | 0                     | -     | -     | 5     | 0     |
| Total sur la carrière | Total sur la carrière | Total sur la carrière | 184         | 52          | 3                     | 0                     | 7     | 2     | 194   | 54    |

### Buts en sélection
Le tableau suivant liste les résultats de tous les buts inscrits par Francky Sembolo avec l'équipe du Congo.